# MI5
영국 정보청 보안부(英國情報廳保安部, 영어: Security Service; SS), 통칭 군사정보총국 제5과(軍事情報總局第5課, 영어: Military Intelligence Section 5; MI5)는 영국의 국내 방첩 활동과 보안기관을 맡은 정보 기관이며, 대외 위협 문제를 맡은 영국 비밀정보부(SIS 또는 MI6), 정부통신본부(GCHQ), 정보 참모부(영어: Defence Intelligence; DI)와 같이 영국의 핵심 국가보안기관이다. 이들 모두 합동정보위원회 산하이다. 기관은 명시된 1989년 보안국법과 1994년 정보보안법을 기초로 한다. 영국 정보청 보안부의 소관은 영국 의회 민주주의와 경제이익 보호, 영국내에서 대테러작전과 방첩 활동이다. 주 업무는 내부 보안이지만 지원시에는 해외에서도 작전을 수행한다.1909년에 조직되었으며, 본부는 런던 중심가의 MI6 본부 맞은 편에 위치해 있다. 사법 경찰권은 있지만, 스파이나 테러리스트의 체포는 런던 경시청(Scotland Yard)에서만 담당한다. 소관 관청은 영국 내무성(Home Office)이다.

## 같이 보기
- 패트릭 피누케인